# Abraxas parvipunctata
Abraxas parvipunctata är en fjärilsart som beskrevs av W. Warren 1905. Abraxas parvipunctata ingår i släktet Abraxas och familjen mätare. Inga underarter finns listade i Catalogue of Life.